# Інша плоть
«Інша плоть» (англ. A Different Flesh) — збірка альтернативно-історичних оповідань про альтернативну історію американського письменника Гаррі Тертлдава. Історії розгортаються у світі, в якому Homo erectus разом із різноманітною мегафауною дожили до сучасності в Америці як корінні американці разом із будь-якими іншими людськими культурами.
Туртледава надихнула написати історію стаття Стівена Джея Ґолда, в якій говорилося про те, як би поводилися з далеким родичем людства, австралопітеком, якби цей вид вижив.

## Введення сюжету
Історії дають короткий огляд цієї зміненої американської історії від 1610 до 1988 років. Західну півкулю населяє Homo erectus, а не Homo sapiens, а також мегафауна, яка давно вимерла у відомому світі. Отже, колонізація Нового Світу Європою була набагато складнішим процесом. З плином часу різні персонажі сперечаються про природу «сімів» (як відомі еректуси) та їх роль в історії людства.
До оповідань включено цитати з «Історії федеративних співдружностей». Ці уривки з уявного підручника надають читачеві інформацію про те, що відбувається між різними історіями.

## Короткий зміст сюжету

### Наймерзенніший звір
1610: У колонії Джеймстаун, штат Вірджинія, Едвард Марія Вінгфілд повинен врятувати свою малолітню дочку від племені диких сімів, які її викрали. Початкові уривки показують, що капітан Джон Сміт був убитий і з'їдений сімами в 1607 році.

### І так до ліжка
1661: Історія складається з серії записів у щоденнику Семюеля Пепіса. Пепіс володіє двома сімами (яких легко навчити виконувати домашні справи) і розмірковує над походженням виду. Спостерігаючи за цими сімами, а також спостерігаючи за іншими тваринами Північної Америки, Пепіс розвиває теорію еволюції.
Лише один із записів у щоденнику в історії має відповідний запис у справжньому щоденнику, який вела Пепіс.

### Навколо Соляного Ліку
1691: Томас Кентон, розвідник з Вірджинії та нащадок Едварда Вінгфілда, і його вірний супутник-сім Чарльз досліджують внутрішні території Північної Америки. Кентон шукає зубів у котів-списоносців, які населяють цю місцевість. Він потрапив у полон до групи диких сімів і сподівався, що Чарльз врятує його. Структура історії нагадує Джеймса Фенімора Купера.

### Залізний слон
1782: Річард Тревітік винайшов перший паровий поїзд у Бостоні, штат Плімут. У державі, що межує з Новим Нілом, проводяться перегони, які починаються в Спрінгфілді та закінчуються в Каїрі, з одним із волохатих потягів, запряжених слонами, які вони погрожують витіснити.
Примітки: 1) Історія має деякі паралелі з легендою про Джона Генрі. 2) З цієї історії ми дізнаємось, що американські колонії відокремилися в нову державу — Федеративні Співдружності Америки — в 1738 році, а експансія на захід почалася набагато раніше, ніж в нашій історії, через відсутність корінного населення в регіонах, що підлягали колонізації. Натомість розвиток тиранічної абсолютистської монархії протягом XVII століття називають головною причиною колоніального відокремлення. 3) Персонаж Тревітік — американець, а не британець, і виглядає на двадцять років старшим за свій історичний вік, тому він, ймовірно, є не історичною постаттю, а аналогом. У творах Телдава історичні постаті часто мають вигаданих нащадків (як у випадку з дочкою Едварда Вінгфілда та її правнуком Томасом Кентоном вище), що є наслідком ефекту метелика. 4) Валютна система ФCA згадується як така, що складається з одиниць, які називаються сестерції та денарії (ймовірно, еквіваленти американських центів та доларів).

### Хоч небеса падають
1804: Домашній раб, на ім'я Єремія постає перед судом за втечу, і його адвокат наводить аргумент, що за наявності сімів людям немає потреби поневолювати інших людей. Вони успішні, і рішення суду призводить до звільнення всіх рабів-людей. Є відлуння історичного рішення Дреда Скотта.
Примітка. Більше про ФCA можна дізнатися з цієї статті. Уряд дуже тісно базується на Римській республіці. Хоча історичні США використовували цей приклад як шаблон, ФCA пішло ще далі, наприклад, маючи двох головних керівників, які називаються цензорами, які можуть накладати вето один на одного, і Сенат, члени якого залишаються на посаді довічно через те, що вони колишні цензори або губернатори Співдружності. .

### Біг у пастці
1812: Генрі Квік, мисливець у Скелястих горах, був поранений ведмедем, і сіми його вилікували в обмін на виготовлення таких інструментів, як кубки, луки та стріли. Перебуваючи там, він мимоволі запліднює одну з сімок, у результаті чого утворюється гібрид сіма та людини. Однак його втручання у виклик лідерству племені сімів, що призвело до летального результату, змушує Квіка піти. Його час серед сімів робить його набагато більш прихильним до них, що спонукає його заснувати рух за права сімів.

### Свобода
1988: Група активістів за права сімів, у тому числі праправнучка Генрі Квіка, протестує проти експериментів на сімах, «рятує» Метта, інфікованого ВІЛ сіма, з медичної лабораторії з наміром звільнити його в заповідник сімів. Через недостатню кількість інгібіторів ВІЛ, які є ліками, які пригнічують наслідки ВІЛ та СНІДу, активісти врешті-решт змушені повернути Метта дослідникам.

## Основні теми
Історії досліджують, що робить людину «людиною». З плином часу людський погляд на сімів зазвичай змінюється зі звірів на те, що вони близькі до людей і заслуговують на деякі права. Не антропоморфізуючи сімів, Терлдав чітко пояснює, що хоча вони не можуть стати людьми й насолоджуватися всіма людськими свободами, вони все одно заслуговують на повагу та гідність.
Коли його запитали, чи розбіжність роману «Інша плоть», поставлена перед історією людства, робить роман справжньою альтернативною історією чи якоюсь «альтернативною природною історією», Тертлдав відповів: «Мені вони здаються альтернативною історією, але я не Боюся, я справді витратив багато часу на те, як їх класифікувати».

## Рецензії
Стівен Сільвер дав позитивну рецензію на роман і прокоментував, що Тертлдав залишив багато місця для подальших історій у серії, але все ще відчуває, що стиль написання Тертлдов змінився настільки, що майбутні історії виглядатимуть недоречними. Автор наукової фантастики Орсон Скотт Кард також дав гарну рецензію роману, особливо похваливши «Свободу» за використання точки зору сіма без «сентименталізації та антропоморфізації, поки справжні відмінності між видами не будуть стерті».
Одну критику роману зробив рецензент, який вважав, що існувало припущення, що хід історії відбувався б приблизно так, як це було з корінними американцями тут, і вважав, що це недооцінює вплив корінних американців на історію Америки.

## Історія видання
«Наймерзенніший звір», «І так до ліжка», «Навколо солоного берега», «Залізний слон» і «Хоч небеса падають» — усі вони спочатку були опубліковані в «Аналог: наукова фантастика та факти». Спочатку «Свобода» була опублікована в «Науковій фантастиці» Азімова, тоді як «Біг у пастку» була написана виключно для видання у твердій палітурці.
Спочатку книгу було опубліковано Congdon & Weed у 1988 році, згодом уперше видано у м'якій обкладинці Worldwide наступного року. У 1994 році Baen перевидав книгу.